# St. Christoph (Steinhöring)

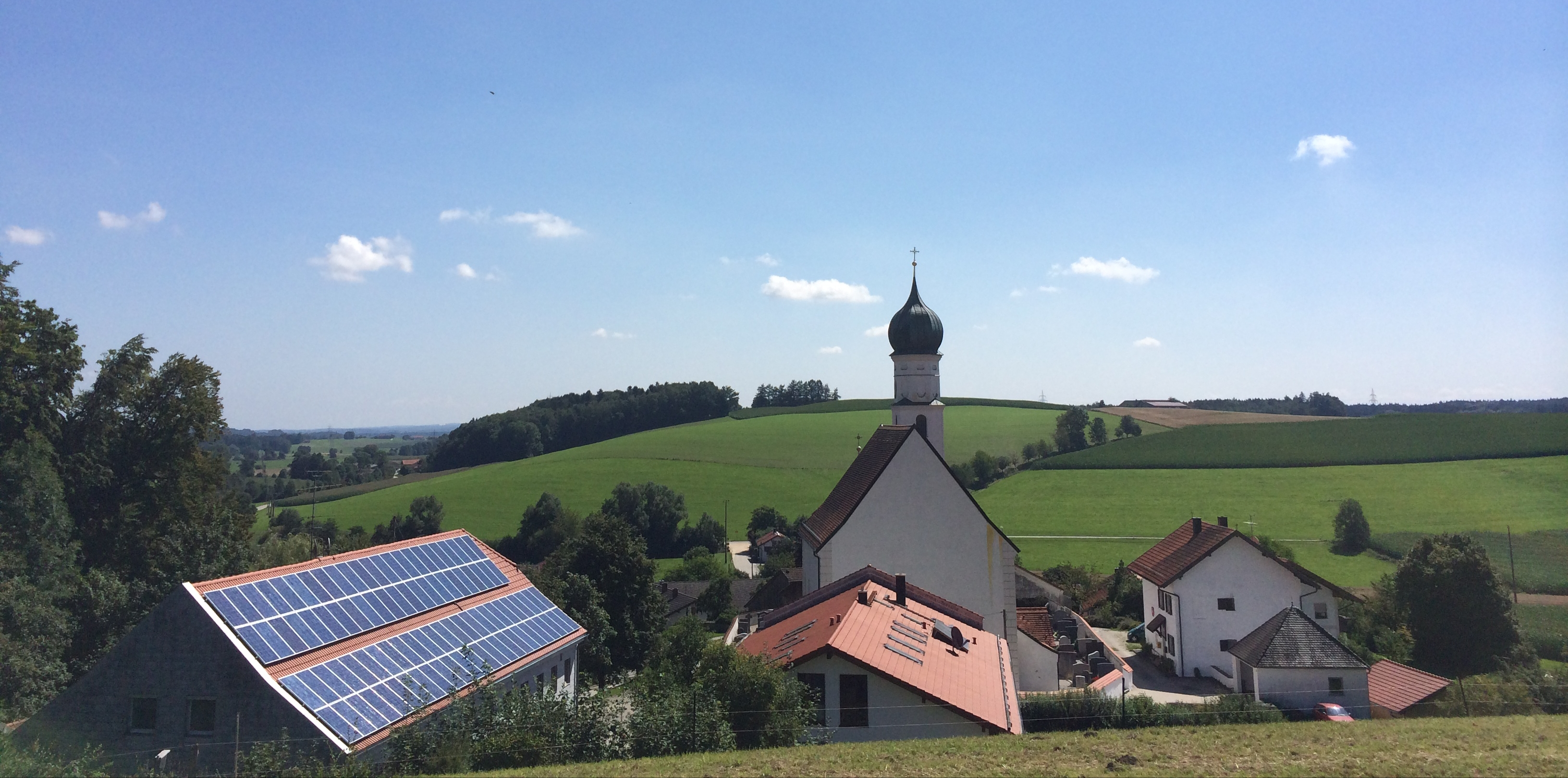
Blick über die Dächer von St. Christoph, in der Mitte die Kuratiekirche

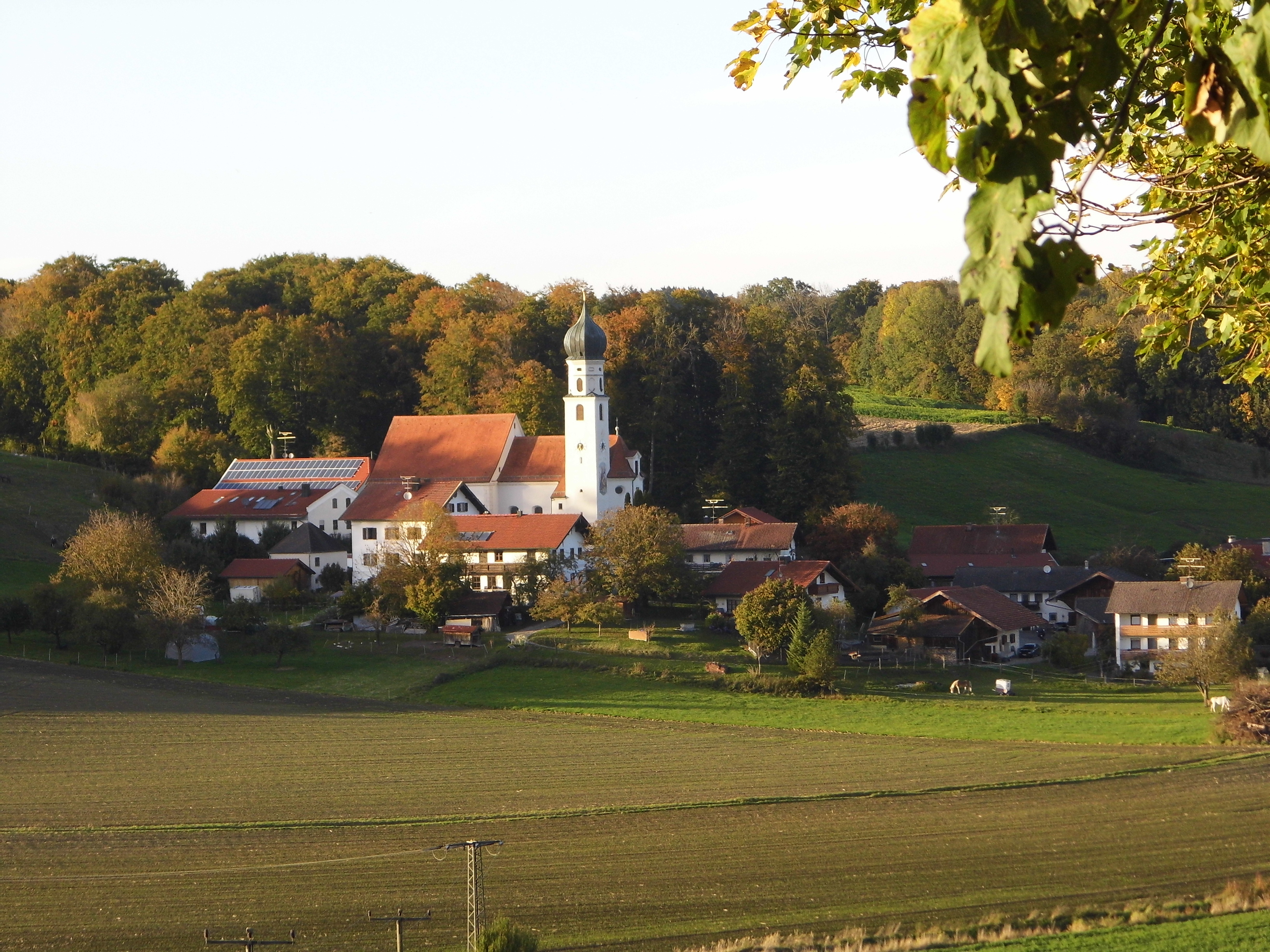
St. Christoph, von Oberseifsieden aus

Der Ort St. Christoph (bis 1922 Christoph) ist ein Gemeindeteil der Gemeinde Steinhöring im östlichen Landkreis Ebersberg (Oberbayern). Die bis 1972 selbstständige Gemeinde wurde im Zuge der Gebietsreform in die Gemeinde Steinhöring eingegliedert.

## Geographie
St. Christoph liegt etwa 3,5 km nordöstlich von Steinhöring in einer kleinen Tallage. Der Ort besteht aus einigen Häusern sowie der um 1678 neu erbauten Kuratiekirche St. Christopherus.
Der Ort wird durch eine Gemeindeverbindungsstraße mit der nahegelegenen Kreisstraße EBE 20 verbunden, die wiederum die B 12 und die B 304 verbindet.
Seit dem 14. Dezember 2014 wird St. Christoph durch die MVV-Rufbuslinie 443 an den öffentlichen Nahverkehr angebunden. Die Rufbuslinie verkehrt vom Bahnhof Steinhöring über die im Zentrum der Gemeinde Steinhöring liegenden Haltestelle „Steinhöring, Gh. Post“ und die anderen Ortsteile Steinhörings Berg, Abersdorf, Niederaltmannsberg, Oberseifsieden, Unterseifsieden, Holzhäuseln, Endorf, Oed, Tulling und Sensau weiter in den Gemeindebereich der im Süden angrenzenden Gemeinde Frauenneuharting. Zahlreiche andere Ortsteile erhielten neben St. Christoph durch die neu eingeführte Rufbuslinie erstmals Anschluss an den öffentlichen Personennahverkehr.

## Geschichte
Der Ort St. Christoph wird 927 erstmals schriftlich erwähnt und hatte im Mittelalter acht Anwesen: Pfarrhaus, Schule, Wirtschaft, Mesner, Hafner, Sturm, Schmid und Kreuzer. Er war von 1200 bis 1804 Teil der Freien Grafschaft Haag. Die Westgrenze der Gemeinde St. Christoph bildete zugleich die Westgrenze der Grafschaft Haag. Da diese Grafschaft reichsunmittelbar war und nicht zu Bayern gehörte, war diese Grenze ein Brennpunkt der Geschichte. 1362 überfiel das Herzogtum Bayern in diesem Grenzabschnitt die Freie Grafschaft und machte die haagische Burg Fraunberg bei St. Christoph nach erbitterten Gefechten mit der Haager Besatzung dem Erdboden gleich. Im Haager Landesmuseum befinden sich noch zahlreiche Waffen, Rüstungsteile und Geschossfragmente aus diesem Gefecht, die bei archäologischen Ausgrabungen geborgen wurden.
Die Kirche von St. Christoph bestand schon 1315 als romanisches Kirchlein (der Pfarrei Albaching) und wurde um 1390 unter dem Haager Grafen Christian († 1396) neu im gotischen Stil errichtet. Der heilige Christophorus war der Schutzpatron der regierenden Haager Grafen. Die Amtskette der Grafen bestand aus purem Gold mit einer großen Christoffer-Figur, die mit fünf Rubinen, zwei Saphiren und einem Smaragd besetzt war.
Die Freie Grafschaft Haag fiel 1567 an die Wittelsbacher. In der Zeit von 1674 bis 1678 wurde die Kirche vergrößert und im Barockstil umgestaltet, so wie sie heute noch den Besucher beeindruckt. Dabei wurden drei alte gotische Figuren (St. Christophorus, St. Bartholomäus und St. Jakobus) in die neue Kirchenausstattung mit einbezogen. Die Barockaltäre wurden von den Kirchenmalern Michael und Wolfgang Hofmann aus Haag geschaffen. Am Tabernakel arbeitete 1765 der Dorfener Kunstschreiner Fakler mit.
Im Zuge der Verwaltungsreformen in Bayern entstand mit dem Gemeindeedikt von 1818 die Gemeinde Christoph mit folgenden Teilorten:
- Au
- Blöckl
- Hofstett
- Lehen
- Mayrhof
- Oberseifsieden
- Ötzmann
- Reith
- Schätzl
- Schützen
- Schweig
- Sprinzenöd
- Stauden
- Untermeierhof
- Unterseifsieden
- Wall
- Winkl

Seit 1932 findet alljährlich am Samstagabend vor dem 25. Juli eine Pferde- und Traktorweihe sowie am darauffolgenden Tag ein Kraftfahrergottesdienst mit Umfahrt und Fahrzeugsegnung statt.
Am 1. Juli 1972 wurde die bis dahin selbständige Gemeinde St. Christoph (am 31. Mai 1922 umbenannt, vorher nur Christoph) in die Gemeinde Steinhöring eingegliedert. Die Orte Reith und Stauden kamen zu Pfaffing.